# Râul Inot
Râul Inot este un curs de apă, afluent al râului Barcău. 